# Automobili Stanguellini
A Automobili Stanguellini foi uma fabricante italiana de automóveis sediada em Modena, na Itália. Durante seus anos de atividade, participou em diversas competições e foi destaque em inúmeros eventos. Antes da Segunda Guerra Mundial, Vittorio Stanguellini, revendedor da FIAT em Modena, começou a competir com carros balillas.
Após o fim do conflito, em 1946, passou a fabricar seus próprios automóveis utilizando peças da FIAT. Além disso, se dedicou ao desenvolvimento de seus próprios motores, e seus carros esportivos, nas versões de 750cc e 1100cc.
Com a criação da Fórmula Junior em 1958, a Stanguellini produziu uma nova série de veículos, que logo se destacaram, garantindo a vitória no campeonato italiano daquele ano. Pilotos em ascensão, como Wolfgang von Trips e Lorenzo Bandini, futuros campeões da Fórmula 1, também obtiveram vitórias com os carros da marca. Mas, a partir de então, até 1966, uma série de projetos malsucedidos seguiu-se, levando a marca à falência.
Os veículos da Stanguellini eram renomados pela alta qualidade, e, apesar da crescente concorrência da Cooper Car Company na Fórmula Junior, a produção da marca seguiu por vários anos.

## História

### 1879 - 1932: Início
Em meio ao motor valley de Modena, a construtora nasceu da iniciativa de Francesco Stanguellini, cujo pai, Celso, possuía uma fábrica de produção de tímpanos para orquestras desde 1879. Foi a partir da aquisição da empresa, por parte de Francesco, em 1900, que a marca começou a focar totalmente na produção de automóveis. A fabricante começou sua carreira em corridas de motocicletas, em 1925.